# 閃光のナイトレイド
『閃光のナイトレイド』（せんこうのナイトレイド、SENKO NO NIGHT RAID）は、A-1 Pictures制作の日本のテレビアニメ。テレビ東京とアニプレックスによるオリジナルアニメ・プロジェクト「アニメノチカラ」の第2弾作品である。

## 概要
2009年8月28日、オリジナルアニメ・プロジェクト「アニメノチカラ」の作品として制作が発表され、同年12月に公式サイトが開設された。
『ソ・ラ・ノ・ヲ・ト』に続く第2弾作品。2010年4月から同年6月までテレビ東京系列基幹3局で放送。「アニメノチカラ」枠の作品では本作のみ、BSジャパンでも放送された。また、『ソ・ラ・ノ・ヲ・ト』と同様にびわ湖放送（独立UHF局）が遅れネットとなった。他の「アニメノチカラ」2作品と同様、音楽やラジオなどとのメディアミックスが試みられたが、3作品の中では唯一漫画化が行われていない作品となっている。
作品はテレビ放映された本編全12話と特別編（総集編）の「預言」を含む計13話。Blu-rayおよびDVDでは、テレビ放映分に未放映のエピソード（第0話、第7話、第14話、特別編「阿片窟の悪魔」）を含めた計16話から構成される（後述）。
2010年5月10日、第7話「事変」（満州事変前夜のエピソード）のテレビ（地上波・BS）放映は行わず、代わって特別編「預言」を放送することを発表。第7話はバンダイチャンネルの協力の元、公式ウェブサイト上でストリーミング配信となった。なお制作はされたが、諸事情により放映を見送ったとのこと。
放送終了前よりテレビ未放映エピソードがBlu-ray・DVDに収録されることが発表され、放送終了後には第14話の制作進行が明かされた。当該エピソードはBlu-ray・DVDの第7巻に収録された。
公式ウェブサイト（外部リンク参照）上では、金谷俊一郎による実際の歴史に関する解説コラム「歴史のトビラ」が掲載された。

## あらすじ
1931年（昭和6年）の中国・上海および上海租界では、日本陸軍の特務機関・桜井機関が特殊能力者を擁して暗躍している。ある日、関東軍の元将校が機関に接触する。元将校は雪菜の兄・高千穂勲だった。高千穂はアジア諸国の独立運動家と連携して不穏な計画を企てており、雪菜や葵をも仲間に引き込もうとする。以降、機関は高千穂を監視するようになる。
1932年（昭和7年）に満州国が建国されると、桜井機関も満州に移る。高千穂は拉致したリットン調査団や雪菜に新型爆弾の幻影を見せる。葵は死んだはずの婚約者・遊佐静音と再会する。静音は預言者として警護対象者となっており、再び姿を消す。高千穂の理想に賛同した葛が機関を離脱する。高千穂は上海租界に投下するための新型爆弾の製造を急ぐ。機関の長・桜井信一郎は密かに高千穂と通じて高千穂を逃亡させる。
関東軍は不満を募らせる溥儀をなだめるために皇帝即位の前倒しを決定し、大規模な即位式典を挙行する。そこに高千穂の部隊が現れ、アジア諸国の独立を要求し、上海租界に新型爆弾を投下することを宣言する。高千穂は静音の能力によって未来予知を図る。葵たちは高千穂を止めようとするが、戦闘で棗が命を落とす。桜井は新型爆弾を陸軍の管轄下におくため高千穂を裏切り射殺する。葵と葛は新型爆弾の投下を阻止するため爆撃機に乗り込む。雪菜と静音は式典出席者に新型爆弾の幻影を見せて戦争の阻止を訴える。桜井は雪菜を止めようとするが、部下の壱師に記憶を消され、静音も壱師に依頼して自らの記憶を消す。葵と葛は新型爆弾を特殊能力で地球圏外に転送する。二人の爆撃機は墜落し、葛は助かるものの葵は行方不明となる。
1936年（昭和11年）、桜井機関の解体に伴い日本に帰国した葛に、憲兵隊の平塚が「士官学校の同期たちが反乱を計画している」と告げ、証拠を探るように強要する。葛は同期・村沢と接触し反乱の計画を確信する。葛は偽の情報を平塚に伝えたために殺されかけ、葵と雪菜に助けられる。葛は反乱部隊に合流して二・二六事件に加わり、消息不明となる。葵も雪菜と別れて別の道をゆく。

## 登場人物

### 桜井機関 実動部隊
桜井信一郎によって集められた、諜報や工作を任務としたスパイ集団。メンバーは以下（葵・葛・雪菜・棗）の4人で、それぞれが特殊な能力を持つ。4人の名前は職務上の偽名であり、それぞれ「花の名」が冠されている。
メンバーの4人は桜井の手引きにより上海への渡航中、紆余曲折の末知り合い、桜井の指示のもと1つのチームとなった。以降、任務が無い限りの彼らは上海で正体を隠しながら日常的な生活を送っている（例：葵と葛は「四君子堂写真館（four Frends Photo Studio）」を営み、隠れ蓑としている）
。満州国建国後は活動を同国内に移す。
三好 葵（みよし あおい）
声 - 吉野裕行
本作の主人公。陽気で軽率な一面もあるが、正義感の強い青年。ある大物政治家の隠し子。20歳、血液型はO型。本名は「小野総一郎」。
語学に堪能で、母語の日本語をはじめ、中国語、ドイツ語、ロシア語、英語と、多数の言語を流暢に使い分けるマルチリンガル。
ヨーロッパ留学中に自由で革新的な思想・感覚を養い、大胆な行動力とフットワークの軽快さを持つが、冷静で慎重な葛とは些細なことでもめることもある。なお、雪菜曰く「対照的な分、良いコンビ」とのことで、時として葛を気遣う。
留学中に婚約者・遊佐静音が早世したと知らされ、そのことで気を落としていたところを桜井機関に誘われ、スパイとして働くことを決意した。
普段は正体を隠すため、葛と2人で写真館「四君子堂写真館（four Frends Photo Studio）」を営む。主に撮影担当で「プロ（のカメラマン）」を自称する。着色は共同作業。
趣味はカメラ。また、静音の影響でヴァイオリンをたしなむが、聴くに堪えないレベル。風蘭の店の包子がお気に入り。
能力はサイコキネシス。遠近問わず物体を動かすことが可能で、作戦の実行、自分や仲間を守るなど汎用性に優れる。雪菜や棗のサポートで精度の向上も可能だが、能力の使用には時間という制約がある。能力には太陽の回転が関係しているという。
伊波 葛（いは かずら）
声 - 浪川大輔
クールで厳格、保守的な青年。常に整った黒髪が特徴。生まれは武士の家系。20歳、血液型はA型（RHマイナス）。本名は「岸田琢磨」。
厳しい祖母によって、武人の生き方（正道）を教えられ、古き日本の考えで育つ。それゆえにハイカラな葵とは度々衝突し、プライドの高さもあって融通がきかないことも。しかし、理解力は高く、スパイの技能として中国語、ドイツ語、英語など複数の言語や写真に関する技術などを身に付けている。また優れた運動能力を持ち、武道の達人でもある。
陸軍士官学校に進み、首席卒業で恩賜の軍刀を与えられるほどの成績優秀者。だが、卒業とともに半ば強制的に桜井機関に入ることになったため、志していた陸軍大学校への進学を断念することになってしまった。
普段は葵と営む写真館「四君子堂写真館（four Frends Photo Studio）」で働き、生活している。「プロ（の写真屋）」を自認し、主に現像作業を担当。着色は共同作業。
足に幼少時に友人と遊んだ際に負った傷痕がある。
能力はテレポート。一瞬で遠くへの跳躍や物質の転送が可能だが、使用回数と自身の視界の範囲内という制約がある。なお、葛自身は能力の使用に消極的な面がある。能力には太陽の回転が関係しているという。
日本人としての誇りと国への想いから一度は高千穂の元にゆき、葵たちとは対峙する。しかし、高千穂らの計画が悲劇を呼ぶことを知り、葵らと合流した。
苑樹 雪菜（そのぎ ゆきな）
声 - 生田善子
本作のヒロイン。黒髪で長さが左右で異なる（アシンメトリーの）セミロング、両目下のほくろが特徴の紅一点。華族の娘。18歳、血液型はA型。本名は「高千穂節子」。
ある日、軍部からの報告を受けた父親が卒倒して他界。その原因に失踪した兄が関係していると知り、彼を捜すために桜井機関に身を投じた。
普段は品が良く温厚だが、時として厳粛な態度をとる。好奇心旺盛で積極的、活動的な面は諜報員としての資質を備える。反面、温室育ちゆえに世間知らずで、その人の良さがドジや裏目に出たりすることもある。
能力はサイコメトリングとテレパシー。物体に残る人の残留思念や他者の意思を読み取っての情報収集、自分の思念を送ることでの連絡、それらを基とした分析・作戦のナビゲートなどを担う。能力の発揮度合いには集中力が関係しており、花の香りによって研ぎ澄ます。
日常の生活は住居で1日を過ごしたり、棗とともに買い物やお三時などで出かけたりしている。なお、制作スタッフ曰く「お嬢様はフラフラしている」とのこと。
ヴァイオリンの心得があり、紅茶好きで、好きな花は「ユリ」。なお、能力発動に必要な場合は季節に合わせて花を選ぶようで、作中ではよく「スイセン」を帽子や胸元に挿している。作中での服装は毎回異なる。作中ではスパイに必要な技能として英語・中国語などを習得している。
公式サイト内にも登場するうえ、本作のグッズ購入特典の図柄に選ばれている。
鍵谷 棗（かぎや なつめ）
声 - 星野貴紀
誠実かつ実直、寡黙な青年。束ねた長い髪が特徴。福島県安達郡の寒村の貧しい農家の生まれ。22歳、血液型はAB型、身長203cm。本名は「田中吉蔵」。
幼少時より高千穂家に仕え、兄を探すために中国へと渡る雪菜に護衛として同行、そうした経緯で桜井機関に入ることになった。
普段は従者として雪菜の世話をし、彼女のことを「お嬢様」と呼んで敬語で話すが、人前では対等に接するよう心掛けている。基本的に心優しくマイペース。日常では猫好きな一面を持つ。
特殊な視覚能力（望遠、透視、暗視）により、偵察、監視、狙撃などの任務につき、また（雪菜を介しての）ナビゲートなども担う。なお、能力の発揮には月の光が必要であり、能力の発揮度合いは月相による（満月なら強く、新月だと弱くなる）。その他、スパイに必要な技能として、体術や言語（英語・中国語など）を会得している。

### その他の主要な人物
桜井 信一郎（さくらい しんいちろう）
声 - 大林隆介
桜井機関の統括者。元大日本帝国陸軍中佐。日本陸軍の出先機関として、葵らを指揮して情報収集や極秘任務を行う。
部下である葵らにも丁寧な口調で話す、一見人当たりのよい温厚な紳士。しかし、目的の達成や機密保持のためなら敵であろうと手段を選ばず利用する、怜悧酷薄な男（葵曰く「食えない手合（の1人）」）。
壱師（いちし）
声 - 凌慶成
黒を基調としたスーツ姿、紫がかった髪の男。桜井に付き従い、葵たちとは別行動をとっている。
記憶を消す能力を持つ。桜井機関の存在を秘匿するため、葵らの行動の痕跡や彼らに関する記憶の抹消を行う。
その素性は全く不詳の「謎の男」で、桜井以外に会話することはない。その正体は最終話で明かされ、中国にとって不利益なことの抹消を目的に桜井機関のメンバーになった、中国人の諜報員のようである。
高千穂 勲（たかちほ いさお）
声 - 平田広明
雪菜の実兄で、物語当初は行方知れずとなっていた。元大日本帝国陸軍大尉。
華族の高千穂家に生まれ、文武・身体能力に優れていたことから父親らからは将来を期待され、妹の雪菜からも尊敬されていた。その後、自ら陸軍に入隊し、関東軍の一部隊を率いるまでになるが、中国北東部で率いる部隊とともに突如消息を絶った。
現在は社会の裏で暗躍し、桜井や桜井機関の面々と対立する。大アジア主義的理想を掲げ、その目的達成のため動いている。
久世を使って妹の雪菜を引き入れようとしたものの、失敗して手を引いた。
精神感応に類する能力を持っている。
久世（くぜ）
声 - 宮内敦士
元大日本帝国陸軍少尉。高千穂の思想に賛同し、彼の忠実な部下として支援活動をはじめ、桜井機関への干渉や妨害を担う。また彼の指示によって、雪菜を彼の下へと連れて行こうとしたが本人に拒否された。
生粋の軍人で高千穂に従順しているが、現実的な功利を望み、無駄な殺傷は望まない模様。
能力はテレポートとテレパシー。基本的な能力は葛と同じ（テレポート）だが、久世の場合は移動距離に制約がある。
市ノ瀬（いちのせ）
声 - 岡本信彦
理化学研究所に在籍していた物理学者。若き俊英としてその才能を見込まれ、高千穂に引き抜かれる。高千穂とは協力関係にあるが、自身の理論を実証させることにしか興味が無い野心家である。
風蘭（ふうらん）
声 - 藤田咲
葵と葛が働く写真館によく出入する中国人の少女で、食堂「招財飯店（しょうざいはんてん）」の看板娘。血液型はB型、年齢はヒ・ミ・ツ（雪菜よりは年下）。
快活で調子がよく、やや強引な性格。租界の客の対応はおぼつかないが、5か国語（英語・フランス語・日本語など）を話せる。ただし、使う言葉はストレートかつ雑で荒っぽく、遠慮や配慮が感じられない。公式サイトのWeb版予告編のナレーションも担当しており、あまり出番がないことを嘆いている。
夢は「自分の勤めている食堂を大きくすること」。一時近隣の日本料理店に客を奪われかけたが、葵たちの協力もあり、外国人受けに成功して店は評判を得て盛況となっている模様。その後第一次上海事変の戦闘から逃れて新京に避難している。
遊佐 静音（ゆさ しずね）
声 - 川澄綾子
長い黒髪の女性。突如現れては意味深なことを語って姿を消し、一部の政治家や将校から「預言者」と呼ばれている存在。作中における、語り手（ナレーション）でもある。
かつては葵の婚約者であったが、自身が持つ特殊な力と役割のため、亡くなったふりをして姿を消していた。天然ボケのようで、やや抜けた面がある。
血液型はA型、年齢は秘密（葵より年下）。

### 実在の人物
石原 莞爾（いしはら かんじ）
声 - 磯部勉
大日本帝国陸軍中佐、関東軍作戦参謀。自身の掲げる世界最終戦論に基き、満州事変を計画・実行する。
少佐時代に士官学校で講演を行い、葛に強い印象を与えた。
板垣 征四郎（いたがき せいしろう）
声 - 森功至
大日本帝国陸軍大佐、関東軍高級参謀。計画を阻止するために派遣された建川少将の説得に当たる。
南 次郎（みなみ じろう）
声 - 池田勝
大日本帝国陸軍大将、陸軍大臣。関東軍の不穏な動きを察知し建川少将を満州に派遣する。
建川 美次（たてかわ よしつぐ）
声 - 土師孝也
大日本帝国陸軍少将。関東軍の計画阻止のため満州に派遣されたが、職務と感情との板挟みになる。
花谷 正（はなや ただし）
声 - 飛田展男
大日本帝国陸軍少佐。
今田 新太郎（いまだ しんたろう）
声 - 櫛田泰道
児島 正範（こじま まさのり）
声 - うすいたかやす
三谷 清（みたに きよし）
声 - 増田裕生
林 久治郎（はやし きゅうじろう）
声 - ふくまつ進紗
奉天総領事。
森島 守人（もりしま もりと）
声 - 乃村健次
奉天総領事代理。関東軍の不穏な動きを察知し調査を進める。
頭山 満（とおやま みつる）
声 - 秋元羊介
政財界やアジア各国の独立運動家に大きな影響力を持ち、「日本右翼の大物」と称されている。
劇中では名前は呼ばれず、エンディングでも「老人」とクレジットされている。
ヴィクター・ブルワー＝リットン
声 - グレッグ・アーウィン
満州国の実態を調査するために国際連盟によって派遣されたリットン調査団の団長。満州国訪問中に高千穂によって拉致される。
愛親覚羅 溥儀（あいしんかくら ふぎ）
声 - 興津和幸
満州国執政。お飾りの存在である自分の境遇に不満を募らせている。日本の「預言者」に興味を持っている。

## スタッフ
- 原作・制作 - A-1 Pictures[38]
- 企画 - 夏目公一朗、田村明彦（テレビ東京）
- 監督 - 松本淳[38]
- 助監督 - ヤマトナオミチ[38]
- キャラクター原案 - 上条明峰[38]
- キャラクターデザイン - 佐々木啓悟[38]
- メインライター - 大西信介[38]
- メカ・プロップデザイン - 常木志伸[38]
- メインアニメーター - 佐野隆雄、清水裕輔
- アクションシーン イメージビルド - 玄馬宣彦（0・6・10・12・13話）
- 色彩設計 - 中島和子[38]
- 美術設定 - 金平和茂[38]
- 美術監督 - 谷岡善王[38]
- 撮影監督 - 那須信司[38]
- 編集 - 西山茂
- 音楽 - 葉加瀬太郎[38]、門倉聡[38]
- 音響監督 - 山田稔[38]
- 言語指導[18]
  - 中国語指導 - 任暁剛[注 6]
  - 中国語翻訳 - 毛淑華[注 6]
  - 英語・ドイツ語指導 - ドミニク・アレン[39][注 7]
- プロデューサー - 足立和紀、小田原明子（テレビ東京）
- エグゼクティブプロデューサー - 川崎由紀夫（テレビ東京）、勝股英夫、落越友則
- アニメーションプロデューサー - 大松裕
- 製作 - 閃光のナイトレイド製作委員会[38]（アニプレックス、テレビ東京）[注 8]

## 主題歌
オープニングテーマ「約束」
作詞・作曲 - 逹瑯 / 編曲 - ミヤ / 歌 - ムック（デンジャークルーレコーズ）
第1話ではエンディングテーマとして使用。第7話、特別編「雪上の豹」では未使用。
エンディングテーマ「未来へ…」
作詞・作曲 - 小夜 / 編曲 - 小夜・ACE / 歌 - HIMEKA（ソニー・ミュージックジャパンインターナショナル）
第1話、特別編「雪上の豹」では未使用。
メインテーマ「The Mission to Complete」
作曲・演奏 - 葉加瀬太郎 / 編曲 - 鳥山雄司
特別編「雪上の豹」ではエンディングテーマとして使用。
劇中曲「ヴォカリーズ」
作曲 - セルゲイ・ラフマニノフ
- 本来は声楽曲だが、作中ではヴァイオリンによる演奏曲として使用された。

## 製作
本作は超能力（作中では「特殊能力」）を持ったスパイたちの活躍（暗躍）を描いたサスペンス・アクションとなっている。タイトルの『ナイトレイド』 (NIGHT RAID) は、スパイをイメージした造語で「夜襲」の意味であり、『閃光』は「超能力」をイメージして冠されたという。ちなみに「夜襲」は本作第12話のエピソードタイトルとしても使用された。
世界観は実際の歴史をモチーフとしており、作中では第二次世界大戦前の大日本帝国、中華民国の上海、東北部（後の満州国）などを舞台として描かれている。この他、テレビ未放映エピソードでは二・二六事件前夜の東京府東京市（現在の東京都）が舞台として登場する。なお、エンディング後は毎回、「本作が歴史上の出来事をモチーフにしたフィクションであること」「登場人物がこの作品のために創作したキャラクターであること」「時代の歴史的事実またはその出来事に対する新しい解釈への試みではないこと」といった旨のことわりのテロップが挿入される。
先述の世界観や舞台描写により、セリフは多言語設定となっており、該当部分には日本語字幕が挿入されている。なお、それらのシーンに関して、Blu-rayやDVDでは視聴設定により日本語吹き替え版の選択が可能となっている。そのため、キャスト陣はそれぞれの言語の指導を受けた上でアフレコを（複数パターン）行う。そのため、アフレコ時は台詞での苦労は絶えず、三好葵役の吉野裕行、苑樹雪菜役の生田善子、伊波葛役の浪川大輔によれば、中国語の繊細な発音に特に苦戦したという。また、風蘭役の藤田咲は「レコーディング後、（母語である）日本語の発音があやふやになった」ともいう。
プロジェクト発表当時は第3弾作品であったが、諸般の事情により『世紀末オカルト学院』と順番が入れ替わった。そのため、『ソ・ラ・ノ・ヲ・ト』の放送終了時、次回作として本作品が紹介されながらも第1話は未完成という状況であった。そのため、『ソ・ラ・ノ・ヲ・ト』との合同特別番組『アニメノチカラの舞台裏』（2010年3月29日放送）の放送中も制作が行われていた。そうした制作事情から『ソ・ラ・ノ・ヲ・ト』放送終了後から放送された「アニメノチカラ」の予告CMに回せるアニメのカットが足りず、第1話の放送まで代替として急ピッチで製作を進めるスタッフの会議や作業の模様（ドキュメンタリー映像）が使用された。
制作スケジュールの変更を経て、放送開始予定日まで1週間を切ったところで第1話の完成にこぎ着けて放送開始に至った。

## 各話リスト
| 話数            | サブタイトル               | 脚本              | 絵コンテ                | 演出                          | 作画監督                                                   |
| --------------- | -------------------------- | ----------------- | ----------------------- | ----------------------------- | ---------------------------------------------------------- |
| 第0話 [未放送]  | 船上のクランクアップ       | 文芸部            | 田中恵子                | 下司泰弘                      | 清水祐実 伊集院廿                                          |
| 第1話           | 救出行                     | 大西信介          | 松本淳                  | ヤマトナオミチ                | 佐々木啓悟、佐野隆雄 清水裕輔、清水祐実 松林唯人、中村深雪 |
| 第2話           | 回想のロンド               | 大西信介          | 小寺勝之                | 佐藤和磨 榎本守               | 佐野隆雄、清水裕輔 松林唯、山本篤史                        |
| 第3話           | ビッグフォーに影は落ちる   | 大西信介 阿谷映一 | 高橋順                  | 羽生尚靖                      | 柳隆太                                                     |
| 第4話           | カメラと包子（）と野良猫と | 野村祐一          | 笹木信作                | 浦尾斗夢                      | 田中誠輝                                                   |
| 第5話           | 夏の陰画                   | 阿谷映一 大西信介 | 上杉菜美                | 筑紫大介                      | 岡崎洋美、山田裕子                                         |
| 第6話           | 乱階の夜                   | 阿谷映一 大西信介 | 小寺勝之                | 榎本守 ヤマトナオミチ         | 小谷杏子、清水祐美 伊集院廿                                |
| 特別編 [未放送] | 阿片窟の悪魔               | 大西信介 阿谷映一 | 弥佐吉                  | 福多潤                        | 鈴木奈都子 竹森由加                                        |
| 第7話           | 事変                       | 大西信介          | 大原実                  | 岡尾貴洋                      | 桝井一平                                                   |
| 特別編          | 預言                       | （総集編）        | （総集編）              | （総集編）                    | （総集編）                                                 |
| 第8話           | 凍土の国で                 | 大西信介          | 島津裕行                | 下司泰弘                      | 清水裕輔、近藤圭一 河野真貴                                |
| 第9話           | 新しき京                   | 大西信介          | こでらかつゆき          | ヤマトナオミチ 羽生尚靖       | 岡崎洋美 山田裕子                                          |
| 第10話          | 東は東                     | 大西信介          | こでらかつゆき          | 筑紫大介 榎本守               | 清水祐実 小谷杏子                                          |
| 第11話          | 闇の探索                   | 大西信介          | 島津裕行                | 高島大輔 齋藤昭裕             | 田畑昭、沼津雅人 服部憲知、橋本純一                        |
| 第12話          | 夜襲                       | 大西信介          | こでらかつゆき          | 下司泰弘                      | 清水裕輔、近藤圭一 田畑アキラ                              |
| 第13話 [最終話] | せめて、希望のかけらを     | 大西信介          | 島津裕行、高橋順 松本淳 | 榎本守、ヤマトナオミチ 松本淳 | 岡崎洋美、山田裕子 清水祐実、小谷杏子 山本篤史、近藤圭一   |
| 特別編 [未放送] | 雪上の豹                   | 大西信介          | 松本淳                  | 榎本守、ヤマトナオミチ 松本淳 | 渡辺浩二、清水祐実 山本篤史、緒方浩美 近藤圭一、岡崎洋美   |

- 第0話はDVD&Blu-ray第1巻、特別編「阿片窟の悪魔」は第4巻、特別編「雪上の豹」は第7巻にそれぞれ収録。

## 放送局
| 放送地域   | 放送局           | 放送期間                 | 放送日時           | 放送系列                      | 備考             |
| ---------- | ---------------- | ------------------------ | ------------------ | ----------------------------- | ---------------- |
| 関東広域圏 | テレビ東京       | 2010年4月5日 - 6月28日   | 月曜 25:30 - 26:00 | テレビ東京系列                |                  |
| 愛知県     | テレビ愛知       | 2010年4月7日 - 6月30日   | 水曜 25:58 - 26:28 | テレビ東京系列                |                  |
| 大阪府     | テレビ大阪       | 2010年4月9日 - 7月2日    | 金曜 26:35 - 27:05 | テレビ東京系列                |                  |
| 日本全域   | BSジャパン       | 2010年4月11日 - 7月3日   | 日曜 24:05 - 24:35 | テレビ東京系列 BSデジタル放送 |                  |
| 日本全域   | ShowTime         | 2010年4月12日 - 7月5日   | 月曜 12:00 更新    | ネット配信                    | 最新話会員無料   |
| 日本全域   | AT-X             | 2010年4月13日 - 7月6日   | 火曜 8:30 - 9:00   | CS放送                        | リピート放送あり |
| 日本全域   | あにてれしあたー | 2010年6月18日 - 9月17日  | 金曜 更新          | ネット配信                    | 最新話1週間無料  |
| 滋賀県     | びわ湖放送       | 2010年6月28日 - 9月27日  | 月曜 26:00 - 26:30 | 独立UHF局                     |                  |
| 東京都     | TOKYO MX         | 2010年10月3日 - 12月26日 | 日曜 24:00 - 24:30 | 独立UHF局                     |                  |

- テレビ東京系列基幹3局（テレビ東京・テレビ大阪・テレビ愛知）では放送開始前週に『ソ・ラ・ノ・ヲ・ト』との合同特別番組『アニメノチカラの舞台裏』が放送された[44]。

## 関連商品

### Blu-ray Disc・DVD
第1巻では、テレビ未放映エピソード第0話「船上のクランクアップ」や第1話「救出行」のディレクターズカット版、第4巻では未放映エピソード「阿片窟の悪魔」、第7巻では未放映の第14話「雪上の豹」をそれぞれ収録。発売元はアニプレックス。
| 巻数                 | リリース       | 収録                                                                                    | 仕様 |
| -------------------- | -------------- | --------------------------------------------------------------------------------------- | --- |
| 閃光のナイトレイド 1 | 2010年6月23日  | 第0話「船上のクランクアップ」（テレビ未放映） 第1話「救出行」（ディレクターズカット版） | テレビ未放映エピソード / ショートオーディオドラマ 日本語吹き替え版（完全日本語副音声バージョン） オーディオコメンタリー / 映像特典 |
| 閃光のナイトレイド 2 | 2010年7月21日  | 第2話「回想のロンド」 第3話「ビッグフォーに影は落ちる」                                 | 日本語吹き替え版（完全日本語副音声バージョン） オーディオコメンタリー / 映像特典                                                   |
| 閃光のナイトレイド 3 | 2010年8月25日  | 第4話「カメラと包子（）と野良猫と」 第5話「夏の陰画」                                   | 日本語吹き替え版（完全日本語副音声バージョン） オーディオコメンタリー / 映像特典                                                   |
| 閃光のナイトレイド 4 | 2010年9月22日  | 第6話「乱階の夜」 第7話「事変」（WEB限定公開） 特別編「阿片窟の悪魔」（テレビ未放映）   | 日本語吹き替え版（完全日本語副音声バージョン） オーディオコメンタリー / 映像特典（特別編「預言」など）                             |
| 閃光のナイトレイド 5 | 2010年10月27日 | 第8話「凍土の国で」 第9話「新しき京」                                                   | 日本語吹き替え版（完全日本語副音声バージョン） オーディオコメンタリー / 映像特典                                                   |
| 閃光のナイトレイド 6 | 2010年11月24日 | 第10話「東は東」 第11話「闇の探索」                                                     | 日本語吹き替え版（完全日本語副音声バージョン） オーディオコメンタリー / 映像特典                                                   |
| 閃光のナイトレイド 7 | 2010年12月22日 | 第12話「夜襲」 第13話「せめて、希望のかけらを」 特別編「雪上の豹」（テレビ未放映）      | 日本語吹き替え版（完全日本語副音声バージョン） オーディオコメンタリー 特典映像：オリジナルピクチャードラマ「歩く箱」               |

### 音楽CD
|                    | タイトル / アーティスト                            | リリース / レーベル |
| ------------------ | -------------------------------------------------- | ------------------- |
| オープニングテーマ | 約束 / ムック（朱/Danger Crue Records）            | 2010年6月9日        |
| エンディングテーマ | 未来へ… / HIMEKA（Sony Music Japan International） | 2010年5月26日       |
| サウンドトラック   | 閃光のナイトレイド オリジナル・サウンドトラック    | 2010年7月21日       |

## ラジオ
『アニチカラジオ 閃光のナイトレディオ』と題し、『ANI-COM RADIO 〜フジワラでいいカナ〜』内の箱番組枠「アニチカラジオ」にて配信（全3回）。
本作キャストも同番組のゲストパーソナリティとして出演した。
1. 2010年3月24日配信分 - 藤田咲（風蘭役）
2. 2010年4月28日配信分 - 生田善子（苑樹雪菜役）
3. 2010年5月26日配信分 - 吉野裕行（三好葵役）